# Acalypha patens
Acalypha patens är en törelväxtart som beskrevs av Johannes Müller Argoviensis. Acalypha patens ingår i släktet akalyfor, och familjen törelväxter. Inga underarter finns listade i Catalogue of Life.